# سلسلة بفوند

خطوط طيفية من الهيدروجين، مقسمة إلى سلسلة. يظهر على مقياس لوغاريتمي

سلسلة بفوند عبارة عن مجموعة من الخطوط الطيفية في الطيف الكهرومغناطيسي للهيدروجين وذلك ضمن مجال طيف إشعاع تحت الأحمر.
سمّيت هذه السلسلة بسلسلة بفوند نسبةً إلى مكتشفها أوغست هيرمان بفوند August Herman Pfund وذلك عام 1924.

## الوصف الرياضي
يعطى رقم الموجة للخطوط الطيفية وفق الصيغة:
{\displaystyle {\tilde {\nu }}=R_{\infty }\left({1 \over 5^{2}}-{1 \over n^{2}}\right)}
حيث
{\displaystyle R_{\infty }=1{,}0973731534\cdot 10^{7}\,{\mathrm {m^{-1}} }}
هو ثابت ريدبرغ وn تمثل عدداً يفوق 5.
وبالتالي يمكن معرفة طاقتها من خلال المعادلة:
{\displaystyle E={\tilde {\nu }}\cdot c\cdot h}
حيث c عبارة عن سرعة الضوء في الفراغ وh هو ثابت بلانك.

## اقرأ أيضاً
- سلسلة بالمر
- سلسلة لايمان
- سلسلة باشن
- سلسلة براكيت
- قانون موزلي
- خطوط طيف الهيدروجين